# Mmeya
Mmeya – wieś w Botswanie w dystrykcie Central. Według spisu ludności z 2011 roku wieś liczyła 752 mieszkańców.